# Distrito de Firozpur
Firozpur (en punyabí: ਫਿਰੋਜ਼ਪੁਰ ਜ਼ਿਲਾ) es un distrito de la India en el estado de Punyab. Código ISO: IN.PB.FI.
Comprende una superficie de 5865 km².
El centro administrativo es la ciudad de Firozpur.

## Demografía
Según censo 2011 contaba con una población total de 2 026 831 habitantes, de los cuales 956 019 eran mujeres y 1 070 812 varones.